# Léonie Rouzade
Léonie Rouzade, née Louise-Léonie Camusat le 6 septembre 1839 à Paris et morte le 25 octobre 1916 à Versailles, est une féministe, politicienne, journaliste et auteure française. Partisane active des droits des femmes, elle fonde avec Eugénie Potonié-Pierre en 1880 l'Union des femmes, la première association de femmes socialistes en France. En tant qu'écrivaine, elle publie deux romans en 1872 : Le Monde renversé et Voyage de Théodose à l'île de l'Utopie.

## Biographie
Née le 6 septembre 1839 à Paris, Louise-Léonie Camusat est la fille d'un horloger. Après avoir travaillé comme brodeuse, elle épouse en 1860 Auguste Rouzade, un comptable à Meudon, où ils s'installent.
Encouragée par son mari, elle passe son temps libre à promouvoir la cause des femmes de la classe ouvrière en écrivant deux romans féministes : Voyage de Théodose à l'île de l'Utopie et Le Monde renversé. Dans le premier, le naufragé Théodose découvre une île où la population travaille quatre heures par jour et jouit d’une égalité parfaite entre hommes et femmes. Dans le deuxième, une femme confinée dans un harem au Moyen-Orient mène une révolte, imposant un nouveau code de lois fondé sur l'obéissance des hommes aux femmes,. 

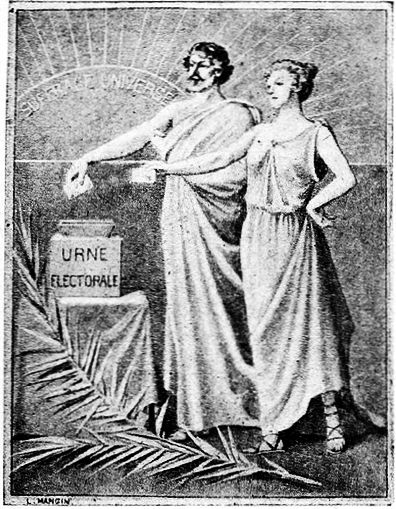
Le Vote des femmes.

En 1878, Rouzade participe au Congrès international des femmes. Elle y rencontre Hubertine Auclert qui l'encourage à soutenir Le Droit des femmes, qui est fondé l'année suivante. Après sa fusion avec le Parti ouvrier, Rouzade écrit pour le journal Le Prolétaire et intervient lors des conférences du parti. Le 28 février 1880, Le Prolétaire annonce la création de l’Union des femmes (UdF) par Léonie Rouzade et Eugénie Pierre. Rouzade prend la parole lors de la première réunion de l'organisation, le 13 avril 1880.  En juin 1880, elle représente l'UdF auprès de l'organisation socialiste de la région parisienne, l'Union fédérative du centre, et au Congrès du Havre de 1880. Elle continue de prendre la parole lors de rencontres socialistes jusqu'en 1882, date à laquelle elle arrête de faire campagne après avoir fait face à une forte opposition en tant que candidate socialiste du 12e arrondissement de Paris aux élections municipales de 1881,.  En 1891, elle rejoint La Solida des femmes fondée par Eugénie Potonié-Pierre, mais quitte l'organisation vers 1901 après la mort de sa fondatrice. 
Léonie Rouzade meurt en octobre 1916.
Une rue de Meudon porte son nom.

## Œuvres
- Connais-toi toi-même, Paris : A. Lacroix, Verboeckhoven et Cie, 1871
- Ci et çà, çà et là, Paris : A. Lacroix, Verboeckhoven et Cie, 1872
- Le Monde renversé, Paris : Lachaud, 1872  — Disponible en ligne : Gallica
- Le Roi Johanne, Paris : A. Lacroix, Verboeckhoven et Cie, 1872
- Voyage de Théodose à l'île d'Utopie, Paris : Lachaud, 1872 - Disponible en ligne : Gallica - Internet Archive - Google Livres
- Développement du programme de la Société "L'Union des femmes" : Discours de la citoyenne Rouzade, prononcé Salle d'Arras le 13 avril 1880, Paris : Siège social de l'Union des femmes, 1880
- Petit catéchisme de morale laïque et socialiste, Meudon : Léonie Rouzade, 1re édition, 1895 (rééditions augmentées : 1903, 1904, 1905)
- La Femme et le peuple, organisation sociale de demain, Meudon : Léonie Rouzade, 1re édition, 1896 (réédition augmentée : 1905)  — Édition de 1905 disponible en ligne : Gallica